# Michal Plocek
Michal Plocek (17. dubna 1994 – 28. listopadu 2016) byl český veslař-skifař, mistr světa, juniorský mistr Evropy z jezera Bled (červen 2012) a juniorský mistr světa z roku 2012 z Plovdivu (19. srpen 2012), také mistr České republiky pro rok 2011 v kategorii do 23 let. Byl odchovancem VK Slovácko v Uherském Hradišti, trénoval ho Milan Šurý. Závodil za klub ASC Dukla Praha pod vedením mistra světa ve skifu lehkých vah Michala Vabrouška.
V roce 2016 se stal v Monte Carlu spolu s V. Řimákem, A. Štěrbákem, M. Klangem a R. Šumou mistrem světa v příbřežním veslování v kategorii čtyřka s kormidelníkem.
V dětství se původně chtěl věnovat lednímu hokeji, kdy se toužil stát hokejovým brankářem, ale nakonec se začal věnovat veslování.
Dne 28. listopadu 2016 byl nalezen mrtvý v loděnici Dukly, cizí zavinění nebylo zjištěno. Podle zpráv bulvárních médií se zamkl v pokoji a oběsil.

## Vztahy
Jeho partnerkou byla Kristýna Bauerová, se kterou se seznámil při studiu na průmyslové škole stavební. Po dlouholetém kamarádském volném vztahu se dali dohromady.